# Faule Pfütze (Pleiße)
Die Faule Pfütze ist ein linker Nebenfluss der Pleiße von etwa 2,5 Kilometer Länge bei Gaulis südlich von Böhlen in Sachsen.
Der Lauf des Baches wurde in den letzten 100 Jahren mehrfach verändert. Früher wurde er aus zwei Quellzuflüssen gespeist. Einer davon entsprang zwischen Lippendorf und Spansdorf, der andere westlich von Trachenau. 
Als in den 1920er Jahren östlich von Lippendorf ein Braunkohlentagebau und eine Brikettfabrik eröffnet wurden, musste der Erstere teilweise verrohrt und verlegt werden. Er nahm später auch das Kühlwasser des Kraftwerkes Böhlen auf. In ihrem mittleren Teil durchfloss die Faule Pfütze mehrere Teiche. Als sich durch weitere Industrialisierung bei Lippendorf die Wasserqualität verschlechterte, wurde sie nördlich an den Teichen vorbeigeführt, die inzwischen zu einem einzigen zusammengefasst waren. Durch den Tagebau Witznitz II und die Verlegung der Pleiße verschwand der zweite Quellzufluss.
Am Weg von Gaulis zur Gauliser Mühle teilte sich früher der Bachlauf. Der rechte Zweig floss direkt zur Pleiße, der linke folgte der östlichen Bebauungsgrenze von Gaulis und mündete bei Böhlen. Gegenwärtig fließt die Faule Pfütze ab der ehemaligen Teilungsstelle an der Brücke direkt nach Norden zur Pleiße.
Aus dem Industriekomplex Böhlen-Lippendorf wird auch heute noch Abwasser über die Faule Pfütze in die Pleiße abgeleitet, so Kühlwasser aus dem Kraftwerk Lippendorf und Abwasser aus dem BSL Olefinverbund GmbH, Werk Böhlen. Im Oktober 2014 kam es offenbar durch Einleitung von Giftstoffen zu einem Fischsterben im Flussbereich.